# Tim Power : Bricoleur de génie
Tim Power : Bricoleur de génie sur Nintendo DS est développé par Magic Pockets et édité par Ubisoft sorti en 2008. Tim Power est un titre qui s'adresse avant tout aux plus jeunes garçons centré sur un garçon voulant découvrir le monde. Dans cet opus, le joueur doit rendre la vie des gens la plus agréable possible pour accéder au titre de meilleur bricoleur du pays.

## Système de jeu
Tim Power : Bricoleur de génie est un ensemble de mini-jeux enfantins pour amuser les plus jeunes garçons. Lorsqu'on réussit un mini-jeu, le joueur gagne des accessoires pour son véhicule d'intervention.